# Кооперативная улица (Петергоф)
Кооперати́вная у́лица — улица в городе Петергофе Петродворцового района Санкт-Петербурга. Проходит от Бобыльской дороги на запад. Является продолжением Спортивной улицы.
Название присвоено в начале 1920-х годов в честь кооперативного движения в ряду других примеров одновременной замены дореволюционных названий улиц в этой части Петергофа на абстрактные (см. также Лесная улица, Дачная улица, улица Первого Мая).